# Taça de Portugal 1993/94
Die Taça de Portugal 1993/94 war die 54. Austragung des portugiesischen Pokalwettbewerbs. Er wurde vom portugiesischen Fußballverband ausgetragen. Pokalsieger wurde der FC Porto, das sich im Wiederholungsspiel des Finales gegen Sporting Lissabon durchsetzte. Porto qualifizierte sich mit dem Sieg für den Europapokal der Pokalsieger 1994/95.
Alle Begegnungen wurden in einem Spiel ausgetragen. Bei unentschiedenem Ausgang wurde zur Ermittlung des Siegers eine Verlängerung gespielt. Stand danach kein Sieger fest, wurde das Spiel wiederholt, eventuell mit Verlängerung und Elfmeterschießen.

## Teilnehmende Teams
| Primeira Divisão (18) | Primeira Divisão (18) | Segunda Divisão de Honra (18) | Segunda Divisão de Honra (18) |
| --- | --- | --- | --- |
| - Belenenses Lissabon - Benfica Lissabon - SC Beira-Mar - Boavista Porto - Sporting Braga - CF Estrela Amadora - GD Estoril Praia - FC Famalicão - SC Farense | - Gil Vicente FC - Marítimo Funchal - FC Paços de Ferreira - FC Porto - SC Salgueiros - Sporting Lissabon - União Madeira - Vitória Guimarães - Vitória Setúbal | - Académica de Coimbra - Académico de Viseu FC - SC Campomaiorense - GD Chaves - Desportivo Aves - SC Espinho - FC Felgueiras - Leça FC - Leixões SC | - Louletano DC - Nacional Funchal - AD Ovarense - FC Penafiel - Portimonense SC - Rio Ave FC - FC Tirsense - União Leiria - SC União Torreense |
| Segunda Divisão B (54) | | | |
| - RD Águeda - FC Alverca - FC Amares - Amora FC - Atlético CP - FC Barreirense - Benfica e Castelo Branco - Caldas SC - AD Camacha - SC Covilhã - O Elvas CAD - Ermesinde SC - AD Esposende - CF Esperança Lagos | - AD Fafe - SL Fanhões - CD Fátima - CD Feirense - AD Guarda - FC Infesta - Juventude Évora - FC Lixa - SC Lourinhanense - AD Lousada - CD Lousanense - Lusitânia Lourosa - FC Maia - FC Marco | - AC Marinhense - GD Mealhada - CD Montijo - Moreirense FC - Naval 1º de Maio - Odivelas FC - SC Olhanense - CD Olivais e Moscavide - UD Oliveirense - FC Oliveira Hospital - Clube Oriental de Lisboa - USC Paredes - GD Peniche | - CDR Quarteirense - Juventude Ronfe - AC Salir - SC Dragões Sandinenses - AD Sanjoanense - Sport União Sintrense - União de Coimbra - União Lamas - União de Montemor - CD Torres Novas - Varzim SC - SC Vila Real - FC Vizela |
| Terceira Divisão (108) | | | |
| - AD Águias Graça - SC Alba - CD Alcains - AC Alcacerense - GC Alcobaça - CA Aldenovense - FC Alpendorada - Amarante FC - Alhandra SC - SC Mineiro Aljustrelense - Anadia FC - SC Angrense - GD Argus - CD Arrifanense - CR Arronchense - AA Avanca - CD Beja - GD Benavente - Associação Beneditense CD - SCE Bombarralense - GD Bragança - CSD Câmara de Lobos - Caçadores Taipas - Casa Pia AC - SC Castêlo da Maia - FC Castrense - SC Celoricense | - União Futebol Comércio e Indústria - Atlético Cucujães - CF OS Elvenses - SC Estela Portalegre - CF Estremoz - SC Esmoriz - CD Estarreja - Fiães SC - SC Freamunde - Imortal DC - GD Joane - CD Gouveia - GD Lagoa - CD Operário - SC Lamego - UD Lanheses - SC Leiria e Marrazes - AD Limianos - Aliados FC Lordelo - Lusitano GC Évora - Lusitano VRSA - SC Lusitânia - Lusitano FC Vildemoinhos - CA Macedo de Cavaleiros - AD Machico - CD Mafra - AC Malveira | - SC Maria da Fonte - CF Marialvas - SL Marinha - FC Marinhas - Mira Mar SC - CA Mirandense - UR Mirense - FC Mogadourense - Mortágua FC - Moura AC - SL Nelas - Neves FC - Oliveira do Bairro SC - Académico Paço - Padernense Clube - Palmelense FC - Juventude Pedras Salgadas - Pedrouços AC - SC Penalva Castelo - ADC Santa Marta Penaguião - Sporting Pombal - AD Ponte da Barca - CD Portalegrense - CD Portosantense - SC Praiense - ADC Proença-a-Nova - Rebordosa AC | - SC Régua - CD Ribeira Brava - UD Rio Maior - SC Rio Tinto - SG Sacavenense - UDR Sambrasense - GDRC Os Sandinenses - Santa Maria FC - CD Santa Clara - UD Santarém - AD São Pedro da Cova - GD São Roque - AD São Vicente - FC Seixal - Sertanense FC - Silves FC - CD Tondela - CD Trofense - União Santiago do Cacém - União de Almeirim - União de Tomar - Vasco da Gama AC - SC Vianense - Vieira SC - UD Vilafranquense - SC Vilanovense - SC Vila Pouca |
| Distrikte (22) | | | |
| - GD Alcochetense - CDR Alferrarede - UD Belmonte - GDR Bidoeirense - CF Bucelenses - UD Castromarinense | - Calipolense CD - AD Castelo de Vide - CD Cinfães - Condeixa ACD - 1º de Maio Funchal - Gondomar SC | - SC Horta - AD Manteigas - União Micaelense - Desportivo de Monção - GD Torre Moncorvo | - Piense SC - GD Ribeirão - Sabroso SC - AD Valecambrense - SC Vilanovense |

## 1. Runde
Teilnehmer waren die 108 Vereine aus der Terceira Divisão und 22 Vereine der Distriktverbände.
|                                    | Ergebnis  |                           |
| ---------------------------------- | --------- | ------------------------- |
| SC Celoricense                     | 4:1       | GD Benavente              |
| SC Castêlo da Maia                 | 4:0       | Juventude Pedras Salgadas |
| Sabroso SC                         | 0:4       | CD Trofense               |
| SC Esmoriz                         | 1:0       | AD Limianos               |
| SC Estela Portalegre               | 2:0       | GDR Bidoeirense           |
| SC Horta                           | 1:4       | FC Castrense              |
| SC Freamunde                       | 1:0       | Rebordosa AC              |
| Piense SC                          | 1:2       | UD Castromarinense        |
| Neves FC                           | 2:1       | SC Vilanovense            |
| GD Bragança                        | 1:2       | Pedrouços AC              |
| GC Alcobaça                        | 0:1       | CA Mirandense             |
| GD Lagoa                           | 0:3       | SC Lusitânia              |
| CD Portalegrense                   | 3:0       | CR Arronchense            |
| Mira Mar SC                        | 0:1       | Palmelense FC             |
| AD Manteigas                       | 1:3       | União de Tomar            |
| SC Praiense                        | 3:0       | 1º de Maio Funchal        |
| SC Régua                           | 2:1       | Fiães SC                  |
| UD Rio Maior                       | 1:0       | UD Vilafranquense         |
| UD Lanheses                        | 1:0       | AD Águias Graça           |
| União Futebol Comércio e Indústria | 0:1       | Padernense Clube          |
| União de Almeirim                  | 1:0       | Sertanense FC             |
| Vieira SC                          | 2:1       | Aliados FC Lordelo        |
| Vasco da Gama AC                   | 4:1       | União Santiago do Cacém   |
| UD Belmonte                        | 3:6       | CD Gouveia                |
| SL Marinha                         | 1:1 n. V. | Oliveira do Bairro SC     |
| SC Vianense                        | 8:0       | GD Ribeirão               |
| SC Rio Tinto                       | 0:2       | GD São Roque              |
| SCE Bombarralense                  | 3:0       | AA Avanca                 |
| SC Mineiro Aljustrelense           | 2:2 n. V. | Casa Pia AC               |
| Silves FC                          | 3:0       | Moura AC                  |
| SG Sacavenense                     | 9:0       | SC Vilanovense            |
| FC Mogadourense                    | 1:1 n. V. | SC Vila Pouca             |
| FC Marinhas                        | 4:0       | Gondomar SC               |
| SM Penaguião                       | 0:0 n. V. | SC Maria da Fonte         |
| ADC Proença-a-Nova                 | 2:1       | UD Santarém               |
| AD São Pedro da Cova               | 1:1 n. V. | GDRC Os Sandinenses       |
| Alhandra SC                        | 4:0       | FC Seixal                 |
| Anadia FC                          | 1:0       | Sporting Pombal           |
| AD Ponte da Barca                  | 1:0       | GD Torre Moncorvo         |
| AD Machico                         | 0:1       | CD Beja                   |
| AC Alcacerense                     | 2:0       | CD Santa Clara            |
| Atlético Cucujães                  | 0:2       | GD Argus                  |
| AD São Vicente                     | 2:1       | AC Malveira               |
| AD Castelo de Vide                 | 1:0       | Académico Paço            |
| CA Aldenovense                     | 2:5       | GD Alcochetense           |
| Amarante FC                        | 4:1       | Desportivo de Monção      |
| CA Macedo de Cavaleiros            | 2:0       | SC Lamego                 |
| CF OS Elvenses                     | 1:3       | Lusitano GC Évora         |
| Condeixa ACD                       | 1:0       | SC Alba                   |
| União Micaelense                   | 0:1       | UDR Sambrasense           |
| FC Alpendorada                     | 2:0       | CD Arrifanense            |
| CF Bucelenses                      | 1:2       | CF Marialvas              |
| CF Estremoz                        | 3:1       | SC Angrense               |
| CD Ribeira Brava                   | 0:0 n. V. | CSD Câmara de Lobos       |
| Caçadores Taipas                   | 2:1       | Santa Maria FC            |
| Calipolense CD                     | 1:0       | CD Portosantense          |
| CD Alcains                         | 2:0       | AD Valecambrense          |
| CD Mafra                           | 1:0       | Imortal DC                |
| CD Cinfães                         | 0:1       | GD Joane                  |
| CD Tondela                         | 1:0       | CD Estarreja              |
| Lusitano FC Vildemoinhos           | 1:0       | CDR Alferrarede           |
| Mortágua FC                        | 1:0       | UR Mirense                |
| Associação Beneditense CD          | 1:0       | SC Penalva Castelo        |
| SC Leiria e Marrazes               | 1:2       | SL Nelas                  |
| Lusitano VRSA                      | 1:1 n. V. | CD Operário               |

### Wiederholungsspiele
|                       | Ergebnis              |                          |
| --------------------- | --------------------- | ------------------------ |
| Casa Pia AC           | 4:0                   | SC Mineiro Aljustrelense |
| Oliveira do Bairro SC | 2:0                   | SL Marinha               |
| CD Operário           | 0:0 n. V. (5:4 i. E.) | Lusitano VRSA            |
| SC Vila Pouca         | 1:0                   | FC Mogadourense          |
| GDRC Os Sandinenses   | 2:1                   | AD São Pedro da Cova     |
| CSD Câmara de Lobos   | 1:2                   | CD Ribeira Brava         |
| SC Maria da Fonte     | 3:2                   | SM Penaguião             |

## 2. Runde
Zu den 65 qualifizierten Teams aus der 1. Runde kamen 54 Vereine aus der drittklassigen Segunda Divisão B hinzu.

Freilos: Atlético CP
|                          | Ergebnis  |                           |
| ------------------------ | --------- | ------------------------- |
| Neves FC                 | 1:0       | Calipolense CD            |
| Naval 1º de Maio         | 5:1       | CF Estremoz               |
| Clube Oriental de Lisboa | 1:3       | Caldas SC                 |
| Palmelense FC            | 0:2       | AD Esposende              |
| SC Dragões Sandinenses   | 2:2 n. V. | GD Joane                  |
| RD Águeda                | 2:0       | UD Oliveirense            |
| Moreirense FC            | 3:0       | CD Ribeira Brava          |
| Lusitano GC Évora        | 1:0       | FC Amares                 |
| GD Peniche               | 1:0       | Oliveira do Bairro SC     |
| GD Argus                 | 0:1       | Lusitânia Lourosa         |
| CD Portalegrense         | 0:1       | UDR Sambrasense           |
| Juventude Évora          | 3:1       | O Elvas CAD               |
| Juventude Ronfe          | 3:1       | GD São Roque              |
| SC Esmoriz               | 1:1 n. V. | SC Vila Real              |
| SC Estela Portalegre     | 1:2       | Ermesinde SC              |
| UD Castromarinense       | 2:1       | CF Marialvas              |
| SG Sacavenense           | 2:2 n. V. | AD Guarda                 |
| UD Lanheses              | 2:1       | FC Alpendorada            |
| União de Almeirim        | 5:3       | AD Castelo de Vide        |
| Vieira SC                | 2:0       | USC Paredes               |
| Vasco da Gama AC         | 1:3       | CDR Quarteirense          |
| SC Vila Pouca            | 2:1       | SCE Bombarralense         |
| SC Vianense              | 1:3       | FC Maia                   |
| SC Lusitânia             | 2:0       | Amarante FC               |
| SC Freamunde             | 3:0       | GDRC Os Sandinenses       |
| SC Olhanense             | 1:0       | ADC Proença-a-Nova        |
| SC Praiense              | 4:2       | Pedrouços AC              |
| SC Régua                 | 2:0       | Anadia FC                 |
| GD Alcochetense          | 1:0       | CA Macedo de Cavaleiros   |
| FC Vizela                | 3:0       | Padernense Clube          |
| Alhandra SC              | 4:3       | SC Celoricense            |
| CA Mirandense            | 1:0       | SC Maria da Fonte         |
| CD Mafra                 | 3:0       | CD Torres Novas           |
| CD Olivais e Moscavide   | 1:2       | CD Beja                   |
| AD Sanjoanense           | 4:0       | Casa Pia AC               |
| AD Lousada               | 2:2 n. V. | Amora FC                  |
| AC Alcacerense           | 2:1       | AC Marinhense             |
| AD São Vicente           | 1:0       | SC Covilhã                |
| AD Camacha               | 4:0       | União de Tomar            |
| AD Fafe                  | 3:1       | UD Rio Maior              |
| CD Trofense              | 3:0       | FC Marinhas               |
| CD Lousanense            | 3:1       | CD Montijo                |
| FC Castrense             | 2:1       | CD Gouveia                |
| CF Esperança Lagos       | 1:0       | Benfica e Castelo Branco  |
| FC Lixa                  | 2:3       | União de Montemor         |
| FC Oliveira Hospital     | 0:3       | Associação Beneditense CD |
| FC Barreirense           | 1:1 n. V. | Varzim SC                 |
| FC Infesta               | 2:1       | SC Lourinhanense          |
| União de Coimbra         | 1:3       | Sport União Sintrense     |
| FC Alverca               | 1:3       | Silves FC                 |
| União Lamas              | 4:0       | GD Mealhada               |
| Condeixa ACD             | 1:5       | SL Fanhões                |
| FC Marco                 | 2:1       | AC Salir                  |
| CD Tondela               | 1:0       | Caçadores Taipas          |
| Lusitano FC Vildemoinhos | 1:0       | CD Fátima                 |
| SL Nelas                 | 1:0       | Odivelas FC               |
| CD Alcains               | 2:0       | CD Feirense               |
| SC Castêlo da Maia       | 4:1       | Mortágua FC               |
| CD Operário              | 5:0       | AD Ponte da Barca         |

### Wiederholungsspiele
|              | Ergebnis |                        |
| ------------ | -------- | ---------------------- |
| AD Guarda    | 4:2      | SG Sacavenense         |
| SC Vila Real | 5:0      | SC Esmoriz             |
| GD Joane     | 2:3      | SC Dragões Sandinenses |
| Varzim SC    | 2:1      | FC Barreirense         |
| Amora FC     | 5:1      | AD Lousada             |

## 3. Runde
Qualifiziert waren die 60 Teams aus der 2. Runde und die 18 Vereine aus der zweitklassigen Segunda Divisão de Honra. Die Spiele fanden am 7. November 1993 statt.
|                           | Ergebnis  |                          |
| ------------------------- | --------- | ------------------------ |
| SC Vila Pouca             | 0:2       | FC Maia                  |
| SC Vila Real              | 1:0       | Varzim SC                |
| Silves FC                 | 1:2       | Louletano DC             |
| SC Espinho                | 2:0       | Amora FC                 |
| SC Dragões Sandinenses    | 0:1       | FC Marco                 |
| CD Operário               | 1:0       | FC Castrense             |
| Portimonense SC           | 3:1       | Lusitano FC Vildemoinhos |
| Rio Ave FC                | 4:0       | Juventude Ronfe          |
| UD Lanheses               | 4:1       | SL Nelas                 |
| União Leiria              | 4:1       | Ermesinde SC             |
| AD Camacha                | 1:3       | Atlético CP              |
| AD Guarda                 | 6:1       | CD Alcains               |
| AD Sanjoanense            | 2:0       | Sport União Sintrense    |
| Académica de Coimbra      | 2:1       | SC Campomaiorense        |
| AC Alcacerense            | 2:1       | SL Fanhões               |
| UDR Sambrasense           | 0:1       | Naval 1º de Maio         |
| Vieira SC                 | 3:1       | CD Tondela               |
| Associação Beneditense CD | 1:0       | CF Esperança Lagos       |
| Neves FC                  | 0:4       | União Lamas              |
| Moreirense FC             | 3:0       | União de Montemor        |
| CD Trofense               | 2:1       | RD Águeda                |
| FC Felgueiras             | 2:1       | SC Régua                 |
| FC Infesta                | 4:1       | União de Almeirim        |
| Nacional Funchal          | 2:3       | SC Castêlo da Maia       |
| CD Mafra                  | 0:2       | SC União Torreense       |
| CA Mirandense             | 2:0       | CD Lousanense            |
| Académico de Viseu FC     | 5:2       | SC Freamunde             |
| Caldas SC                 | 5:0       | UD Castromarinense       |
| FC Penafiel               | 1:4       | Desportivo Aves          |
| FC Tirsense               | 3:1       | AD São Vicente           |
| Leixões SC                | 1:0       | SC Olhanense             |
| Lusitânia Lourosa         | 4:0       | SC Praiense              |
| Lusitano GC Évora         | 1:0       | Juventude Évora          |
| Leça FC                   | 4:1       | GD Peniche               |
| CDR Quarteirense          | 4:1       | AD Fafe                  |
| FC Vizela                 | 2:0       | SC Lusitânia             |
| GD Alcochetense           | 0:4       | AD Ovarense              |
| GD Chaves                 | 2:1       | AD Esposende             |
| Alhandra SC               | 1:1 n. V. | CD Beja                  |

### Wiederholungsspiel
|         | Ergebnis              |             |
| ------- | --------------------- | ----------- |
| CD Beja | 0:0 n. V. (5:4 i. E.) | Alhandra SC |

## 4. Runde
Zu den 39 qualifizierten Teams aus der 3. Runde kamen die 18 Vereine der Primera Divisão hinzu. Die Spiele fanden am 1., 4. und 5. Dezember 1993 statt.

Freilos: Leixões SC
|                           | Ergebnis  |                       |
| ------------------------- | --------- | --------------------- |
| FC Maia                   | 1:4       | Boavista Porto        |
| Sporting Lissabon         | 4:3       | Leça FC               |
| SC Espinho                | 2:1       | FC Paços de Ferreira  |
| SC Salgueiros             | 2:0       | AC Alcacerense        |
| SC Castêlo da Maia        | 0:3       | União Madeira         |
| SC Beira-Mar              | 4:0       | SC Vila Real          |
| SC União Torreense        | 1:0       | AD Ovarense           |
| Sporting Braga            | 2:0       | Gil Vicente FC        |
| União Leiria              | 0:0 n. V. | Marítimo Funchal      |
| Vitória Guimarães         | 1:0       | SC Farense            |
| Vieira SC                 | 1:0       | UD Lanheses           |
| Vitória Setúbal           | 6:1       | Portimonense SC       |
| Rio Ave FC                | 3:0       | CD Beja               |
| Benfica Lissabon          | 4:0       | GD Estoril Praia      |
| Lusitano GC Évora         | 1:0       | FC Felgueiras         |
| Desportivo Aves           | 2:1       | Moreirense FC         |
| Belenenses Lissabon       | 1:0       | Louletano DC          |
| CA Mirandense             | 0:2       | FC Tirsense           |
| Atlético CP               | 1:6 n. V. | CD Operário           |
| Associação Beneditense CD | 1:2       | AD Sanjoanense        |
| CF Estrela Amadora        | 2:1       | AD Guarda             |
| União Lamas               | 0:1       | Caldas SC             |
| FC Vizela                 | 2:3       | FC Famalicão          |
| GD Chaves                 | 2:0       | CDR Quarteirense      |
| FC Porto                  | 5:2 n. V. | Académico de Viseu FC |
| FC Marco                  | 0:0 n. V. | CD Trofense           |
| FC Infesta                | 3:0       | Naval 1º de Maio      |
| Lusitânia Lourosa         | 2:0       | Académica de Coimbra  |

### Wiederholungsspiele
|                  | Ergebnis |              |
| ---------------- | -------- | ------------ |
| Marítimo Funchal | 3:0      | União Leiria |
| CD Trofense      | 6:3      | FC Marco     |

## 5. Runde
Qualifiziert waren die 29 Sieger der 4. Runde. Die Spiele fanden am 23. Dezember 1993 statt.

Freilos: CD Trofense
|                     | Ergebnis  |                   |
| ------------------- | --------- | ----------------- |
| SC União Torreense  | 1:1 n. V. | Rio Ave FC        |
| SC Beira-Mar        | 0:1       | Lusitânia Lourosa |
| Sporting Lissabon   | 2:1       | Sporting Braga    |
| Vitória Setúbal     | 4:0       | FC Infesta        |
| Vitória Guimarães   | 1:2       | FC Porto          |
| Vieira SC           | 0:3       | SC Salgueiros     |
| Leixões SC          | 0:2       | GD Chaves         |
| FC Tirsense         | 1:0       | Boavista Porto    |
| CF Estrela Amadora  | 3:1       | CD Operário       |
| Belenenses Lissabon | 2:0       | AD Sanjoanense    |
| União Madeira       | 1:5 n. V. | Benfica Lissabon  |
| Marítimo Funchal    | 0:1       | SC Espinho        |
| FC Famalicão        | 1:0       | Lusitano GC Évora |
| Desportivo Aves     | 2:1       | Caldas SC         |

### Wiederholungsspiel
|            | Ergebnis |                    |
| ---------- | -------- | ------------------ |
| Rio Ave FC | 2:1      | SC União Torreense |

## Achtelfinale
Qualifiziert waren die 15 Sieger der 5. Runde. Die Spiele fanden am 30. Januar 1994 statt.

Freilos: Desportivo Aves
|                     | Ergebnis  |                    |
| ------------------- | --------- | ------------------ |
| SC Salgueiros       | 0:2       | FC Porto           |
| FC Porto            | 0:0 n. V. | Sporting Lissabon  |
| Rio Ave FC          | 2:1       | SC Espinho         |
| GD Chaves           | 0:1 n. V. | Lusitânia Lourosa  |
| FC Famalicão        | 1:3       | CF Estrela Amadora |
| FC Tirsense         | 0:2       | CD Trofense        |
| Belenenses Lissabon | 2:1       | Benfica Lissabon   |

### Wiederholungsspiel
|                   | Ergebnis |                 |
| ----------------- | -------- | --------------- |
| Sporting Lissabon | 2:1      | Vitória Setúbal |

## Viertelfinale
Qualifiziert waren die 8 Sieger des Achtelfinals. Die Spiele fanden am 15. Februar 1994 statt.
|                   | Ergebnis |                     |
| ----------------- | -------- | ------------------- |
| Sporting Lissabon | 3:1      | CD Trofense         |
| Rio Ave FC        | 0:3      | CF Estrela Amadora  |
| Lusitânia Lourosa | 2:0      | Belenenses Lissabon |
| FC Porto          | 6:0      | Desportivo Aves     |

## Halbfinale
Die Spiele fanden am 2. April 1994 statt.
|                    | Ergebnis |                   |
| ------------------ | -------- | ----------------- |
| Sporting Lissabon  | 6:0      | Lusitânia Lourosa |
| CF Estrela Amadora | 1:2      | FC Porto          |

## Finale
| Paarung           | FC Porto – Sporting Lissabon |
| Ergebnis          | 0:0 n. V. |
| Datum             | 5. Juni 1994 um 17:00 Uhr |
| Stadion           | Estádio Nacional, Oeiras |
| Schiedsrichter    | Fortunato Azevedo |
| Tore              | keine |
| FC Porto          | Vítor Baía – João Pinto , Aloísio, Fernando Couto, Rui Jorge – Carlos Secretário, Paulinho Santos, Ljubinko Drulović, António André (87. Jorge Couto) – António Folha, Ion Timofte (87. Rui Filipe) Cheftrainer: Bobby Robson ( England) |
| Sporting Lissabon | Zoran Lemajić – Fernando Nélson, Budimir Vujačić, Stan Valckx, Paulo Torres – Luís Figo, Emílio Peixe (78. Marinho), Paulo Sousa, António Pacheco (87. Poejo) – Nuno Capucho, Andrzej Juskowiak Cheftrainer: Carlos Queiroz              |
| Gelbe Karten      | Paulinho Santos, Fernando Couto, António André, Rui Jorge, António Folha, Aloísio – Emílio Peixe, Nuno Capucho, Paulo Torres, Paulo Sousa                                                                                                |

### Wiederholungsspiel
| Paarung           | Sporting Lissabon – FC Porto |
| Ergebnis          | 1:2 n. V. (1:1, 0:1) |
| Datum             | 10. Juni 1994 um 17:00 Uhr |
| Stadion           | Estádio Nacional, Oeiras |
| Schiedsrichter    | José Prates |
| Tore              | 0:1 Rui Jorge (35.) 1:1 Budimir Vujaić (55.) 1:2 Aloísio (91., Handelfmeter) |
| Sporting Lissabon | Zoran Lemajić – Fernando Nélson, Budimir Vujačić (67. Carlos Jorge), Emílio Peixe , Paulo Torres – Paulo Sousa, Poejo, Luís Figo, Nuno Capucho – António Pacheco, Jorge Cadete Cheftrainer: Carlos Queiroz                          |
| FC Porto          | Vítor Baía – João Pinto , Aloísio, Fernando Couto, Rui Jorge – Carlos Secretário, Paulinho Santos, Ljubinko Drulović, António André (82. Vinha) – António Folha, Ion Timofte (67. Jorge Couto) Cheftrainer: Bobby Robson ( England) |
| Gelbe Karten      | Luís Figo – João Pinto, Fernando Couto, Rui Jorge |
| Platzverweise     | Emílio Peixe (91.) – keine |
|                   | António Pacheco (103.) – keine |